# Mesocacia rugicollis
Mesocacia rugicollis là một loài bọ cánh cứng trong họ Cerambycidae.